# Chiesa della Purificazione della Beata Vergine Maria (Cornovecchio)
La chiesa della Purificazione della Beata Vergine Maria è la parrocchiale di Cornovecchio, in provincia e diocesi di Lodi; fa parte del vicariato di Codogno.

## Storia
La chiesa venne costruita nel 1772 in sostituzione della vecchia chiesa risalente al 1684, che a meno di un secolo dalla costruzione risultava già pericolante.

## Caratteristiche
La chiesa è situata nel centro del paese, a pochi passi dalla villa Gattoni Cattaneo.
La facciata, di aspetto classicheggiante, è scandita da lesene e cornici, con ingresso preceduto da un protiro sostenuto da due colonne.
L'interno possiede un'unica navata coperta da una volta a botte, con cappelle laterali. Vi si conservano alcune opere d'arte d'epoca settecentesca.